# Luis Weckmann
Luis Jesús Weckmann Muñoz (Ciudad Lerdo, Durango, 7 de abril de 1923 - San Miguel de Allende, Guanajuato, 18 de noviembre de 1995) fue un abogado, catedrático, diplomático, historiador y académico mexicano. Por su larga trayectoria como diplomático, se hizo acreedor al rango de Embajador Eminente. Como historiador, se especializó en la Edad Media.

## Estudios y docencia
Realizó sus primeros estudios en la Comarca Lagunera, posteriormente se trasladó a la Ciudad de México para ingresar a la Escuela Nacional Preparatoria y a la Universidad Nacional Autónoma de México (UNAM). Obtuvo la licenciatura en la Facultad de Derecho y una maestría magna cum laude en Historia en la Facultad de Filosofía y Letras en 1944. Se interesó en el estudio de la historia de la Edad Media, por tal motivo, viajó a la Universidad de California, sede Berkeley en donde fue discípulo de Ernst Kantorowicz. Regresó a la Ciudad de México y obtuvo un doctorado summa cum laude con la tesis Las bulas alejandrinas de 1493.  Realizó estudios en la École Nationale des Chartes y en la Universidad de París, obteniendo un doctorado en Derecho Internacional.
Impartió clases en la Escuela Nacional Preparatoria, en la Escuela Nacional de Antropología e Historia (ENAH), en la Facultad de Filosofía y Letras de su alma mater, en el Mexico City College y en El Colegio de México. Como profesor invitado impartió conferencias en varias universidades de Estados Unidos, Europa y México.

## Diplomático
Fue miembro del cuerpo diplomático mexicano y de la Organización de las Naciones Unidas (ONU) de 1952 a 1988. De 1959 a 1965, fue director general de asuntos internacionales y secretario ejecutivo de la Comisión Mexicana para la Unesco. Fue presidente interino del Comité de Acción Cultural de la Organización de los Estados Americanos (OEA). Fue subsecretario general de la ONU y representante del secretario general de la ONU ante Irán, Irak y Chipre (1974/6).
De 1967 a 1988, fue embajador y jefe de misión de México en varios países, entre ellos Israel (1967/9), Austria (1970/73), Alemania, Italia, Irán, Bélgica y ante la Comunidad Europea. Fue cónsul general en Río de Janeiro. Por su larga trayectoria se hizo acreedor al rango de Embajador Eminente desde 1981.

## Académico
Fue nombrado miembro de número de la Academia Mexicana de la Historia en 1988, tomó posesión del sillón N° 23 con el discurso "El medievo y el siglo XX en México", el cual fue contestado por Silvio Zavala. Fue miembro de la Academia Mexicana de Genealogía y Heráldica. Se retiró a vivir en la ciudad de San Miguel de Allende, murió el 18 de noviembre de 1995.

## Obras publicadas
- La sociedad feudal. Esencia y supervivencias, en 1944.
- Las bulas alejandrinas de 1493 y la teoría política del papado medieval, en 1949.
- El pensamiento político medieval y las bases para un nuevo derecho internacional, en 1950.
- Panorama de la cultura medieval: con una introducción sobre la edad media en México, en 1962.
- Les origines diplomatiques permanentes, tesis doctoral, en 1952.
- Panorama de la cultura medieval, libro de texto, en 1962.
- Las relaciones franco-mexicanas: 1839-1867, en 1962.
- La herencia medieval de México, en 1984.
- Carlota de Bélgica: correspondencia y escritos sobre México en los archivos europeos (1861-1868), en 1989.
- Escritores mexicanos de Carlota de Bélgica, en 1992.
- Constantino el Grande y Cristóbal Colón. Estudio de la supremacía papal sobre islas, 1091-1493, en 1992.
- El pensamiento político, medieval y los orígenes del Derecho Internacional, en 1993.
- La herencia medieval del Brasil, en 1993.
- Glosario de términos heráldicos, en 1995.
- Diario político de un embajador mexicano, 1967-1988, publicación póstuma editada por Daniel Leyva, en 1997.